# Домиција Лепида Млађа
Домиција Лепида (лат. Domitia Lepida, 5. п. н. е. — 54. н. е.), такође позната као Домиција Лепида Млађа (лат. Domitia Lapida Minor) или само као Лепида, била је ћерка Луција Домиција Ахенобарба и Антоније Старије. Њена старија сестра била је Домиција, а брат Гнеј Домиције Ахенобарб, отац цара Нерона. Била је сестричина у другом колену цара Августа, унука Октавије Млађе и тријумвира Марка Антонија, рођака цара Калигуле, рођака и ташта цара Клаудија и тетка цара Нерона. Лепида је била лепа и утицајна Као и њена сестра, била је веома богата. Имала је имања у Калабрији и била власник praedia Lepidiana
Лепида се удавала три пута. Њен први супруг био је Марко Валерије Месала Барбат. Венчали си се око 15. г.н.е. Имали су ћерку Валерију Месалину, римску царицу, трећу жену цара Клаудија. Барбат је највероватније умро 20. или 21. године, недуго након Месалининог рођења. Лепидин други супруг био је Фауст Корнелије Сула, конзул 31. г.н.е. и потомак диктатора Луција Корнелија Суле. Њихов син, Фауст Корнелије Сула Феликс, оженио је Клаудију Антонију, ћерку цара Клаудија и Елије Петине Фауст Корнелије Сула је преминуо 62. н.е. Почетком владавине свог зета Клаудија, Лепида се удала за Апија Јунија Силана, конзула 28. н.е. Међутим, Силан је одбијао удварање Клаудијеве супруге и Лепидине ћерке, Месалине, те је лажно оптужен за заверу против цара и погубљен.
Преко Месалине, Лепида је била бака Клаудије Октавије и Британика. Године 48. Месалина је погубљена по налогу цара Клаудија због лажног брака са Гајем Силијем, који је прерастао у покушај Клаудијевог свргавања. Током већег дела Месалининог утицаја и просперитета на царском двору, Лепида и Месалина нису биле у добрим односима и постале су отуђене (највероватније због убиства Апија Силана). Ипак, Лепида је била уз Месалину у Луколовим вртовима и охрабривала ју је да одузме себи живот. Месалина није послушала, те је убијена од стране Клаудијевих преторијанаца.
Лепидина бивша снаха, Агрипина Млађа, постала је супруга цара Клаудија. Из љубоморе, Агрипина је организовала Лепидино погубљење непосредно пре Клаудијеве смрти, након чега је Нерон постао нови цар. Лепида је оптужена за чаробњаштво и ремећење мира. Агрипина је мислила да ће Лепида искористити своју љубазност да би стекла утицај на Нерона и окренути га против ње. Клаудије је на основу тих оптужби наредио њено погубљење.